# Tas (rivière)
Le Tas est une rivière anglaise située dans le sud du Norfolk. 

## Géographie
Le Tas set long de 32 km
Elle coule vers le Nord en direction de Norwich. La région qu'elle traverse est appelée la vallée du Tas. L'origine du nom de la rivière est incertaine, elle est peut-être liée au village de Tasburgh .